# الحرب الإيطالية 1536-1538

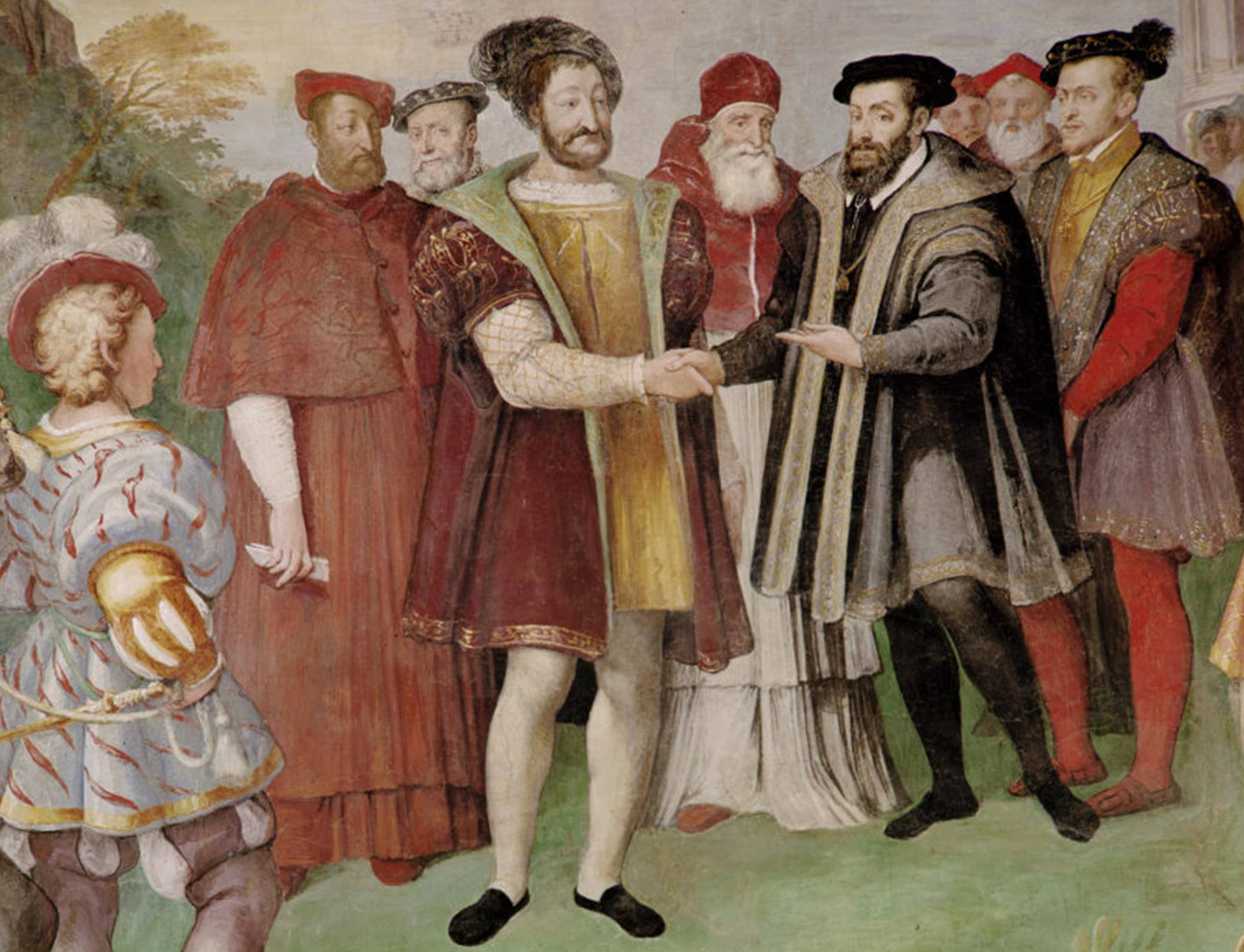
معاهدة نيس 1538 بين فرانسوا الأول وكارلوس الخامس بوساطة من البابا بولس الثالث بريشة تاديو زوكاري.

بدأت الحرب الإيطالية 1535 بين كارلوس الخامس (شارلكان) وفرانسوا الأول ملك فرنسا مع وفاة فرانشيسكو ماريا سفورزا دوق ميلانو. عندما ورث الدوقية فيليب بن كارلوس، غزا فرانسوا إيطاليا واستولى على تورينو ولكن لم يسيطر على ميلان. رداً على ذلك غزا كارلوس بروفنس متقدماً إلى إيه أون بروفنس، لكنه انسحب إلى إسبانيا بدلا من مهاجمة أفينيون شديدة التحصين.